# Лајнвил (Алабама)
Лајнвил (енгл. Lineville) град је у америчкој савезној држави Алабама. По попису становништва из 2010. у њему је живело 2.395 становника.

## Демографија
Према попису становништва из 2010. у граду је живело 2.395 становника, што је 6 (0,2%) становника мање него 2000. године.
| Група             | 2000.         | 2010.         |
| Белци             | 1.411 (58,8%) | 1.329 (55,5%) |
| Афроамериканци    | 907 (37,8%)   | 883 (36,9%)   |
| Азијати           | 4 (0,2%)      | 4 (0,2%)      |
| Хиспаноамериканци | 63 (2,6%)     | 111 (4,6%)    |
| Укупно            | 2.401         | 2.395         |